# HSL Zuid
HSL-Zuid (în neerlandeză Hogesnelheidslijn Zuid, Linia de Mare Viteză Sud) este o linie de mare viteză din Țările de Jos ce face spre Belgia. Inițial programată pentru a fi dată în folosință în 2007, aceasta a fost întârziată din cauza diverselor probleme de construcție, semnalizare și pregătire a materialului rulant. Linia este programată actualmente pentru a fi dată în folosță până la sfârșitul lui 2009.
De o manieră generală, linia HSL-Zuid asigură o legătură rapidă între orașele Paris și Bruxelles pe de o parte și orașele neerlandeze Rotterdam și Amsterdam pe de cealaltă parte. Împreună cu LGV Nord din Franța, LMV 1 și LMV 4 din Belgia formează o axă de linii de mare viteză vest europeană transnațională pe relația nord-sud între Amsterdam și Paris. Linia HSL-Zuid va fi  utilizată de trenuri Thalys între Paris-Bruxelles și Amsterdam ce pot circula cu viteze de 300 km/h și de trenuri V 250 operate de NS Hispeed în regim InterCity în Țările de Jos și pe relații internaționale spre Belgia, trenuri ce pot circula cu o viteză maximă de 250 km/h.
Linia este echipată cu noul sistem de semnalizare european ETCS.

## Traseu
Trenurile folosesc linia clasică între Amsterdam și Schiphol. La sud de Schiphol începe linia dedicată, ce urmează traseul liniei clasice și a autostrăzii A4 până în apropiere de Nieuw-Vennep după care continuă spre est. La nord de Leiderdorp linia intră într-un tunel de 6,7 km ce traversează regiunea naturală protejată Inima Verde a Țărilor de Jos (neerlandeză Groene Hart). Tunelul se termină la nord de Zoetermeer după care linia trece la est de această localitate utilizând un viaduct, după care traversează nord-vestul aglomerației orașului Rotterdam printr-un tunel. Înainte de gara din Rotterdam linia se alătură liniilor clasice și deservește gara centrală din Rotterdam.
La ieșirea din gară, linia continuă printr-o serie de tunele împreună cu liniile clasice până în apropierea gării Rotterdam-Lombardijen unde linia reintră în zona dedicată. Linia traversează orașul Barendrecht paralel u liniile clasice și cu linia de marfă Betuweroute după care linia continuă spre sud, ocolind orașul Dordrecht la vest. La sud de Dordrecht linia este situată între autostrada A16 și linia clasică spre Breda, cu care are o interconexiune la nord și la sud de acest oraș pentru a permite deservirea gării centrale din Breda. La sud de Breda linia continuă de-a lungul autostrăzii A16 până la frontiera belgiană de unde linia este continuată de LMV 4 în direcția Anvers.

## Timpi de parcurs
- Amsterdam-Rotterdam 0:37 în loc de 0:58
- Amsterdam-Breda 0:59 în loc de 1:44
- Amsterdam-Antwerpen 1:10 în loc de 2:00
- Amsterdam-Bruxelles 1:44 în loc de 2:40
- Amsterdam-Paris 3:13 în loc de 4:11[2]
- Haga-Bruxelles 1:44 în loc de 2:17
- Breda-Bruxelles 0:59 în loc de 1:44

### Servicii prevăzute
- 1 tren Thalys pe oră: Amsterdam Centraal – Schiphol – Rotterdam Centraal – Antwerpen Centraal – Bruxelles Midi – Paris Nord
- 1 tren pe oră: Amsterdam Centraal – Schiphol – Rotterdam Centraal – Antwerpen Centraal – Bruxelles Midi
- 2 trenuri pe oră: Amsterdam Centraal – Schiphol – Rotterdam Centraal – Breda
- 2 trenuri pe oră: Amsterdam Centraal – Schiphol – Rotterdam Centraal
- 8 trenuri pe zi: Den Haag Centraal – Rotterdam Centraal – Breda – Noorderkempen – Antwerpen Centraal – Mechelen – Bruxelles Central – Bruxelles Midi
- 1 tren pe oră: Noorderkempen – Antwerpen Luchtbal – Antwerpen Centraal